# 6 Dywizjon Artylerii Motorowej
6 Dywizjon Artylerii Motorowej Ciężkiej (6 damc) – zmotoryzowany pododdział artylerii ciężkiej Wojska Polskiego II RP.
Dywizjon nie występował w pokojowej organizacji wojska. Został sformowany w 1939 przez 1 pułk artylerii motorowej ze Stryja.

## 6 damc w kampanii wrześniowej

### Mobilizacja
6 dywizjon artylerii motorowej ciężkiej został sformowany w Nieżuchowie koło Stryja, na bazie II dywizjonu 1 pułku artylerii motorowej. W ramach I rzutu mobilizacji powszechnej w 6 dniu, rozwijano do stanów wojennych 6 dywizjon artylerii motorowej dla Armii „Łódź”. W trakcie mobilizacji od 31 sierpnia do 5 września dywizjon sformowano w składzie trzech baterii, liczących łącznie dwanaście 120 mm armat wz. 1878/09/31 na kołach DS lub kołach ogumionych z pełnymi tarczami. W trakcie mobilizacji wystąpiły braki broni ręcznej, pojazdów zwiadu, sprzętu radiowego i amunicji kal. 120 mm. W ramach mobilizacji dokonano niezbędnych rekwizycji samochodów. 5 września w Stryju rozpoczęto załadunek zmobilizowanego dywizjonu na transporty kolejowe.   

### Działania bojowe
W trakcie transportu 6 damc przez Przemyśl do Sandomierza był atakowany przez lotnictwo niemieckie ostrzałem z broni pokładowej. Z uwagi na zniszczenie torów kolejowych nocą 6/7 września został wyładowany z transportów w rejonie Rudnika nad Sanem. Następnie przejechał przez Kraśnik do rejonu Urzędowa, gdzie 8 września przeszedł do odwodu Armii „Lublin”. 10 września dywizjon został przekazany do dyspozycji Armii „Małopolska” i podjął nocny marsz w kierunku Tomaszowa Lubelskiego. W trakcie marszu przejeżdżająca przez Lublin 1 bateria została zbombardowana przez lotnictwo niemieckie, poniosła straty w zabitych i rannych. Z uwagi na ciężką sytuację Armii „Lublin”, 6 damc. został zatrzymany w rejonie Świdnika. Ponowna zmiana rozkazów przez gen. dyw. Tadeusza Piskora spowodowała, że 12 września dywizjon podjął dalszy marsz przez Piski Luterskie i Krasnystaw na Zamość i dalej do Armii „Małopolska”. Dywizjon otrzymywał różne sprzeczne rozkazy od dowódcy OK VI, ze Sztabu NW, zmieniające podległość dywizjonu. 
13 września 1 bateria podczas postoju w lesie obok Komarowa, przy szosie Zamość-Tomaszów Lubelski stoczyła walkę podjazdem niemieckiej 2 Dywizji Pancernej. Walka zakończyła się utratą 3 armat i większości pojazdów baterii. Po kilku dniach por. Bober z ok. 30 żołnierzami dołączył do dywizjonu w Chełmie. Jeden działon 1 baterii, 18 września dotarł do Łucka, gdzie podporządkowany został Grupa „Dubno” i 19 września wszedł w skład 12 dywizjonu artylerii najcięższej. Bohaterska walka 1. baterii uratowała sztab Armii „Kraków” i armijną kolumnę amunicyjną.
13 września pozostała część dywizjonu dzięki walce 1 baterii, nie została zaskoczona i ogniem "na wprost" odparła niemiecki podjazd, a następnie przez Grabowiec, Wojsławice wycofała się do Chełma. Od 14 września dywizjon wszedł w skład XIII Brygady Piechoty płk. Wacława Szalewicza. Armaty dywizjonu wykorzystano w roli artylerii ppanc. ustawiając je do strzelania na drogach wlotowych do miasta. 17 września atakujący od strony Serebryszcza niemiecki podjazd pancerno-motorowy został odparty ogniem "na wprost" 3. baterii, unieruchomiono jeden czołg. 18 września dywizjon nadal zajmował poprzednie stanowiska ogniowe.
19 września dywizjon w ramach Kombinowanej Dywizji gen. Wołkowickiego podjął marsz Chełma do Hrubieszowa. W nocy 20/21 września wraz z XIX BP pojechał z Hrubieszowa do Łaszczowa. 21 września baterie dywizjonu wspierały walkę obronną 45 pułku piechoty z XIII BP, w jej wyniku niemieckie oddziały zostały odrzucone, zdobyto 2 czołgi obsadzone następnie przez żołnierzy dywizjonu.
W nocy 20/21 września dywizjon wykonał marsz do Jarczów-Jurów, gdzie wspierał Grupę płk. Ocetkiewicza, atakującą w kierunku na Uhnów. Od wieczora 22 września dywizjon przystąpił do wsparcia 86 pułku piechoty z XIX BP ze stanowisk ogniowych w rejonie Podlodowa. 
Rano 23 września dywizjon wsparł całością sił natarcie 86 pp na Wereszycę. W wyniku kontrataków oddziałów niemieckich i silnego ostrzału artylerii niemieckiej dywizjon poniósł ciężkie straty w poległych i rannych, wśród nich ranni zostali dowódca 3. baterii kpt. J. Lewandowski (zmarł z ran 30 IX) i dowódca 6 damc mjr S. Łukawiecki. Kontratakująca niemiecka 2 DPanc. rozbiła grupę płk. Ocetkiewicza i 44 pułk piechoty z XIII BP. Wraz z pozostałością XIII BP, 6 damc próbował wycofać się w kierunku Łaszczowa i Herbowiszcza. Z uwagi na zbliżanie się wojsk sowieckich i zamknięcie okrążenia od strony wschodniej dowódca XIII BP płk. Szalewicz nakazał zniszczyć ciężki sprzęt, armaty, ciągniki i przedzierać się grupami z okrążenia. Nocą 23/24 września na rozkaz mjr. Łukawieckiego zniszczono armaty i większość pojazdów. Na 7 ciężarówkach i 4 "łazikach" żołnierze dywizjonu wyruszyli na północ. 25 września pozostałości dywizjonu zostały otoczone pod miejscowością Zawały przez wojska obu agresorów. Z tego względu rozwiązano oddział i zniszczono samochody. Małymi grupkami usiłowano wydostać się z okrążenia, części udało się, lecz większość dostała się do niewoli.

## Obsada personalna
Obsada personalna dywizjonu we wrześniu 1939
- dowódca dywizjonu – mjr art. Stanisław Józef Łukawiecki[a]
- adiutant – kpt. art. Ferdynand Schwetlich
- oficer zwiadowczy – por. art. Kazimierz Makuch
- oficer łączności – por. art. Bolesław  Rudolf Glazer
- oficer techniczny – kpt. art. Jerzy Andrzej Mieczysław Kunstetter
- oficer obserwacyjny – ppor. art. rez. Zbigniew Jerzy Henryk Maurer[b]
- oficer płatnik – ppor. Stefan Ryglewicz
- lekarz – por. lek. rez. Andrzej Pelczar †1940 Charków[13]
- dowódca 1 baterii – por. art. Tadeusz Bober[c]
- dowódca 2 baterii – kpt. art. Jan Tomala
- dowódca 3 baterii – kpt. art. Jan Franciszek Lewandowski †30 IX 1939 Lwów
- dowódca plutonu – ppor. art. Jan Rabski †1940 Charków[15]